# Ocupação da Mongólia (1919–1921)
A Ocupação da Mongólia pelo Governo de Beiyang da República da China começou em outubro de 1919 e durou até o início de 1921, quando as tropas chinesas em Urga foram derrotadas pelos russos brancos sob o Barão Ungern (buriates, russos e japoneses, etc.) e forças mongóis. Estes, por sua vez, seriam derrotados pelo Exército Vermelho e os seus aliados mongóis por junho de 1921.
Embora o Governo de Beiyang abolisse a autonomia do Canato de Bogd da Mongólia e, posteriormente, expandisse sua ocupação para incluir Tuva, não foi capaz de garantir a sua reivindicação sobre a Mongólia.

## Antecedentes
Em dezembro de 1911, a Mongólia Exterior se aproveitou da Revolução de Xinhai para declarar a independência da dinastia Qing. O sistema político da nova Mongólia era uma monarquia teocrática absolutista liderada por Bogd Khan. No entanto, a recém-fundada República da China considerou a Mongólia como parte do seu território. No Acordo Tripartite de Kyakhta de 1915, a Rússia (que tinha interesses estratégicos na independência mongol, mas não queria se indispor completamente com a China), a República da China e a Mongólia concordaram que a Mongólia seria autônoma sob suserania chinesa. No entanto, nos anos seguintes, a influência russa na Ásia diminuiu devido à Primeira Guerra Mundial e, mais tarde, à Revolução de Outubro. De 1918 em diante, a Mongólia estava ameaçada pela Guerra Civil Russa, e no verão de 1918 pediu assistência militar chinesa, que levou à implantação de uma pequena força para Urga. Enquanto isso, alguns aristocratas mongóis tinham se tornado cada vez mais insatisfeitos com a sua marginalização nas mãos do governo teocrático, e, também provocada pela ameaça de independência da Mongólia Exterior do movimento pan-mongolista na Sibéria, em 1919 estavam prontos para aceitar o domínio chinês.

## Causas

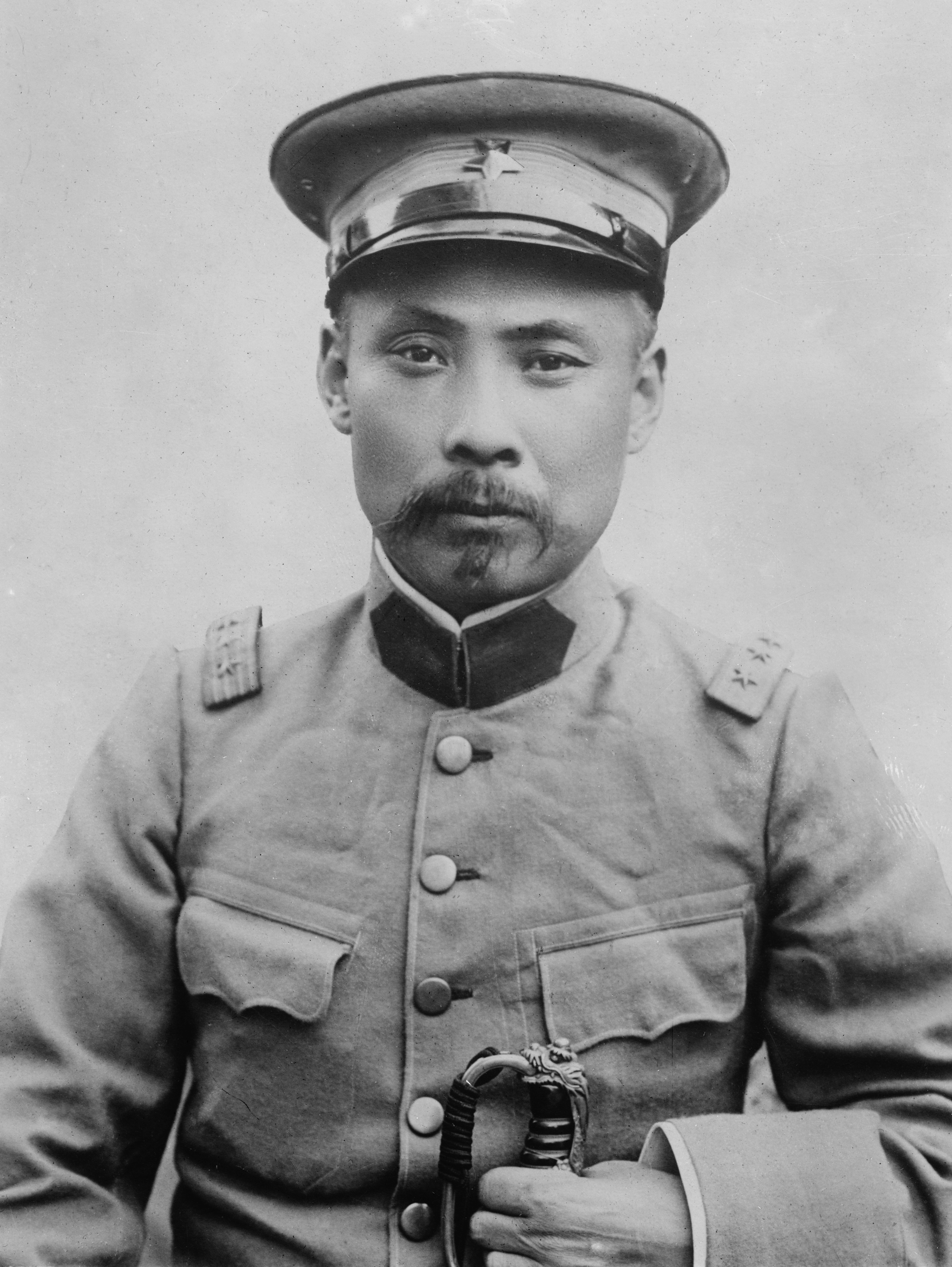
Duan Qirui

A invasão da Mongólia foi idealizada pelo premier Duan Qirui. Quando Duan projetou a entrada da China na Primeira Guerra Mundial, pegou vários grandes empréstimos do governo japonês, incluindo os Empréstimos Nishihara. Ele usou o dinheiro para criar o Exército de Participação da Guerra supostamente para combater as Potências Centrais. Seus rivais sabiam que o propósito desse exército era esmagar a dissidência interna. Existiu fora do Ministério do Exército e foi controlado pela Agência de Participação da Guerra, o qual era liderada pelo primeiro-ministro e era composta inteiramente por sua camarilha de Anhui. O presidente Feng Guozhang, rival de Duan, não tinha controle, apesar de ser constitucionalmente comandante-em-chefe. Quando a guerra terminou sem um soldado pisar no exterior, seus críticos exigiram a dissolução do Exército de Participação da Guerra. Duan teve que encontrar um novo propósito para o seu exército. A Mongólia seria escolhida por várias razões:
- Os emissários de Duan à Conferência de Paz de Paris de 1919 foram incapazes de impedir a concessão alemã de Shandong sendo transferido para o Japão, causando assim o Movimento Quatro de Maio nacionalista chinês para atingir suas políticas. Sua reputação como um patriota estava desacreditada. Reintegrar a Mongólia iria reverter isso.
- A Guerra de Proteção Constitucional foi travada a um impasse sangrento em Hunan. O uso de seu exército para outra tentativa arriscada de retomar o sul da China dos rebeldes era indesejável.
- A Guerra Civil Russa deixou a Mongólia sem um protetor externo. Uma vitória fácil iria aumentar a estatura de Duan.
- O primeiro-ministro de longa data da Mongólia, Tögs-Ochiryn Namnansüren, morreu em abril de 1919 deixando a elite dirigente do país profundamente dividida sobre um sucessor. Alguns dos príncipes da Mongólia, bem como os chineses han, buscavam a reunificação.

## Invasão

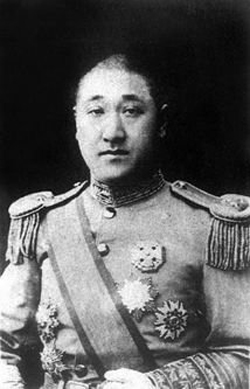
Xu Shuzheng

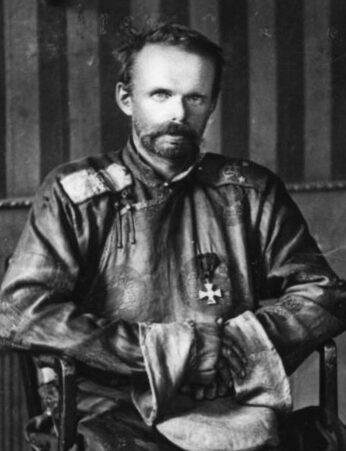
Roman Ungern von Sternberg

O Exército de Participação da Guerra  foi renomeado Exército da Fronteira do Noroeste. Duan deu o controle do mesmo ao seu braço direito, Xu Shuzheng, membro da camarilha de Anhui pró-japonesa no governo chinês. Eles anunciaram que a expedição foi a convite de vários príncipes mongóis para proteger a Mongólia de incursões bolcheviques. Era suposto iniciar em julho de 1919, mas o trem quebrou. Em outubro, Xu liderou um grupo de vanguarda de 4000 que rapidamente capturou Urga sem resistência. Outros 10.000 soldados seguiram para ocupar o restante do país. A invasão bem-sucedida foi recebida com aclamação em toda a China, mesmo pelo governo rival do sul de Sun Yat-sen. Os japoneses foram aqueles que ordenaram os  senhores da guerra chineses pró-japoneses a ocupar a Mongólia, a fim de deter a possibilidade de repercussões revolucionárias dos revolucionários russos na Mongólia e no norte da China.  Depois que os chineses concluíram a ocupação, os japoneses, em seguida, os abandonaram e os deixaram por conta própria. Manlaibaatar Damdinsüren  afirmou que "podia defender a Mongólia da China e da Rússia vermelha".
Em fevereiro de 1920, Xu presidiu uma cerimônia muito humilhante em que Bogd Khan e outros líderes foram forçados ao kowtow  diante diante dele e da bandeira Cinco Raças Sob Uma União. Este evento marcou o início da resistência ativa contra o governo chinês, que se aglutinou no Partido Popular da Mongólia.
A política interna na China em breve mudaria a situação dramaticamente. A invasão causou alarme para Zhang Zuolin, o poderoso senhor da guerra da Manchúria, que ficou aborrecido que um tal grande exército foi deslocado tão perto de seu território. Ele se juntou ao coro de críticos como Cao Kun e Wu Peifu exigindo a remoção da camarilha de Anhui. Em julho, eles forçaram o presidente Xu Shichang a remover Xu Shuzheng de sua posição. Em resposta, Xu Shuzheng transferiu a maior parte de suas forças para enfrentar seus inimigos na China. Tanto ele como Duan Qirui foram derrotados na Guerra Zhili-Anhui que se seguiu. Isso deixou apenas algumas tropas chinesas na Mongólia.
Muitas das tropas chinesas durante a ocupação foram mongóis Tsahar (Chahar) da Mongólia Interior, o que tem sido uma das principais causas para a animosidade entre os mongóis exteriores (Khalkhas) e os mongóis interiores. 
Em outubro, o Barão russo branco R.F. von Ungern-Sternberg precipitou dentro da Mongólia a partir do norte e travou diversas batalhas com a guarnição chinesa estacionada em Urga antes de capturá-la em fevereiro de 1921. Ali derrotou as forças chinesas e restaurou Bogd Khan como um monarca. Aproximadamente na mesma época, o Partido Popular da Mongólia envolveu-se em sua primeira batalha contra as tropas chinesas. Uma expedição conjunta Partido Popular da Mongólia-Exército Vermelho liderada por comandantes soviéticos vermelhos e Damdin Sükhbaatar derrotou o Barão em agosto. As tensões que antecederam a Primeira Guerra Zhili-Fengtian e a aparente vitória dos bolcheviques na Guerra Civil Russa levou ao fim do envolvimento da China.

## Resultados
Esta foi a última ocupação estrangeira na história da Mongólia. Um Estado orientado para o comunismo tal como a Mongólia era inesperado no marxismo ortodoxo, e provavelmente não teria acontecido se não houvesse ocupação. Depois de um breve período de monarquia constitucional, a República Popular da Mongólia foi fundada em 1924 que duraria até 1992.
Para a China, a ocupação indiretamente levou à dissolução permanente do Exército de Beiyang e a queda do homem forte Duan Qirui. Isto marcou o período de grandes senhores da guerra como os ex-oficiais de Yuan Shikai lutando entre si por muitos anos vindouros. Muitos guerrilheiros russos brancos se tornariam mercenários na China após a ocupação. Juntamente com a Intervenção na Sibéria, foi a única expedição militar estrangeira realizada pelo governo de Beiyang. Em 2002, no entanto, a República da China, que agora controla apenas Taiwan e as ilhas vizinhas, anunciou que estava administrativamente reconhecendo a Mongólia como um país independente,  excluindo a Mongólia dos mapas oficiais da República da China e exigindo que os cidadãos mongóis que visitam Taiwan apresentassem passaportes.  Foram estabelecidas relações informais entre a Mongólia e Taiwan através de gabinetes comerciais em Ulan Bator e Taipei, embora sem reconhecimento diplomático formal, devido à Política de Uma China, uma vez que a Mongólia reconhece a República Popular da China. Não foram tomadas medidas legislativas para responder às preocupações sobre as reivindicações constitucionais da República da China sobre a Mongólia, uma vez que altera a Constituição da República da China sendo uma questão politicamente sensível por causa do estatuto político de Taiwan.